# 村上貢
村上 貢（むらかみ みつぐ、1940年 - 2025年 <令和7年> 4月10日）は、日本の造園系地方公務員。

## 来歴
京都市に生まれる。大阪府立大学農学部園芸学科を卒業後、長崎県庁に入り、土木部都市計画家で勤務した。1972年に石川県庁に移り、土木部都市計画課や公園緑地課長を務めた後、県参事に就任した。
県庁を退いてからは、夕日寺健民自然園園長や金沢市文化財保護審議会委員などを歴任する。また金沢大学で非常勤講師も務めた。2019年時点では日本造園学会石川県連絡会顧問・石川県文化財保護指導員の役職に就いている。
2005年に、第27回日本公園緑地協会北村賞を受賞した。2025年死去。死没日付をもって正六位に叙された。

## 参考
- 『庭』118号 、建築資料研究社、1997年11月[要ページ番号]